# Tat Ali
Tat Ali è una catena vulcanica etiope e del vulcano più importante della catena stessa. Si trova a Sud-Est dell'Erta Ale in Dancalia. I vulcani più importanti della catena sono il Borawli che si erge sulle rive del lago Afrera alto 812 metri, il Tat Ali alto 700 metri e il più vasto del gruppo e Mat Ala alto 523 metri. Ha imponenti campi di lava basaltica che si sono depositati a partire dall'Olocene fino ai giorni nostri. La lava fuoriesce anche da linee di faglia disposte da NNO a SSE e sono la continuazione di quelle presenti della catena dell'Erta Ale.